# Gieorgij Folbort
Gieorgij Władimirowicz Folbort (Volborth) (ros. Георгий Владимирович Фольборт; ur. 23 stycznia/4 lutego 1885 w Sankt Petersburgu, zm. 17 kwietnia 1960 w Kijowie) – rosyjski fizjolog, członek Akademii Nauk USRR (1951).
Ukończył Wojskową Akademię Medyko-Chirurgiczną w Sankt Petersburgu. Był studentem, współpracownikiem i tłumaczem prac Iwana Pawłowa. Od 1926 profesor Charkowskiego Uniwersytetu Medycznego.